# Luxiaria intensata
Luxiaria intensata är en fjärilsart som beskrevs av Moore 1887. Luxiaria intensata ingår i släktet Luxiaria och familjen mätare. Inga underarter finns listade i Catalogue of Life.